# NGC 6907
NGC 6907 је спирална галаксија у сазвежђу Јарац која се налази на NGC листи објеката дубоког неба.
Деклинација објекта је - 24° 48' 33" а ректасцензија 20h 25m 6,6s. Привидна величина (магнитуда) објекта NGC 6907 износи 11,1 а фотографска магнитуда 11,9. Налази се на удаљености од 38,817 милиона парсека од Сунца. NGC 6907 је још познат и под ознакама ESO 528-3, MCG -4-48-6, UGCA 418, IRAS 20221-2458, PGC 64650.